# Protektionisme
Protektionisme er en bestemt form for økonomisk politik, hvor man favoriserer indenlandske virksomheder gennem indførelse af høje toldsatser og andre former for regulering, hvis formål er at mindske importen af udenlandske varer og tjenester. Modstykket til protektionisme er frihandel.

## Virkemidler
Formålet med protektionisme er at beskytte hjemlige erhvervsgrene ved at bremse eller regulere importen af varer fra udlandet, som konkurrerer med landets egen produktion. De mest almindelige metoder i denne beskyttelse er brugen af told eller en direkte kvantitativ regulering af importerede varer, men mange andre metoder kan også benyttes under mere skjulte former for protektionisme – f.eks. opstillingen af særlige obligatoriske standarder, kvalitetskrav, tidskrævende bureaukratiske ordninger i forbindelse med import osv.
Begrundelsen for protektionistiske tiltag kan ligge i politiske mål om at bevare en forholdsvis uafhængig økonomi eller i mere specielle erhvervspolitiske mål, som f.eks. det at opretholde et vist minimum af fødevareproduktion i et land, opretholdelse af visse erhvervsgrene af hensyn til bosætning og regional udvikling, begrænsning af importen af hensyn til balancen mellem valutaindtægter og valutaudgifter, eller slet og ret at visse grupper med økonomisk-politisk indflydelse ser deres muligheder for fortjeneste bedst sikret gennem en protektionistisk ordning. Ser man bort fra fødevareproduktion, er det almindeligt, at protektionismen anvendes overfor færdigvarer eller højt forarbejdede varer, mens råvarer kan importeres frit. Et specielt argument for beskyttelse for udenlandsk konkurrence er det såkaldte børneindustri-argument: Argumentet går på, at en nystartet virksomhed eller branche kan have brug for en særlig beskyttelse i "børneårene", indtil man kan blive konkurrencedygtig i forhold til etablerede udenlandske konkurrenter. Denne form for toldbeskyttelse forventes altså at være midlertidig og skal afvikles, når industrigrenen er tilstrækkelig udviklet til at klare sig i konkurrencen med udenlandske virksomheder .

## Omkostninger ved protektionisme
I den økonomiske videnskab betragtes protektionisme normalt som omkostningsfuldt og hindrende for en effektiv økonomisk udvikling, fordi den forhindrer de enkelte lande i at udnytte deres komparative fordele og dermed står i vejen for en effektiv og gensidigt fordelagtig international arbejdsdeling. Protektionismen fører til, at indenlandske virksomheder bruger unødige resurser på at fremstille varer, som man kunne tilvejebringe bedre via billig import, og forbrugerne kommer dermed til at betale unødigt meget for de samme varer.

## Historie
Historisk har protektionisme været i højsædet i mange lande i forskellige perioder, således under merkantilismen. Liberalismens fremkomst skabte en international tendens til øget frihandel igennem det meste af det 1899-tallet og begyndelsen af 1900-tallet. I mellemkrigstiden var der forskellige tendenser, men verdenskrisen i 1930'erne førte i mange lande til en forstærket protektionisme. Efter anden verdenskrig har frihandelen vundet frem gennem forskellige internationale aftaler og organisationer som OECD og frihandelsorganisationen GATT. I 1990'erne blev denne afløst af Verdenshandelsorganisationen WTO.